# Samsonicha (obwód wołogodzki)
Samsonicha (ros. Самсониха) – wieś w Rosji, w rejonie charowskim obwodu wołogodzkiego. W 2002 r. liczyła 1 mieszkańca, a w 2010 r. liczba ludności nie uległa zmianie.